# 1761年の相撲
1761年の相撲（1761ねんのすもう）は、1761年の相撲関係のできごとについて述べる。

## 本場所など
- 10月場所（江戸相撲）[1]
  - 興行場所:浅草蔵前八幡社内
  - 11月7日（旧10月11日）より晴天8日間興行
- 他、年内に大坂相撲本場所（晴天10日間興行）あり[1]。